# Virgen del Sagrario
Nuestra Señora del Sagrario es una advocación de la Virgen María, representada a través de una efigie conocida también como Santa María de Toledo, tallada al estilo románico, chapada en plata, vestida con un manto con múltiples perlas, que se puede contemplar en la Catedral de Toledo, en la parte del museo. Es patrona de Toledo, España.La Iglesia católica conmemora su festividad el 15 de agosto.

## La imagen
La catedral de Toledo fue honrada por haber sido escenario de la descensión de la Virgen María desde los cielos, para obsequiar y celebrar a san Idelfonso (607 - 667) arzobispo de Toledo (657-667).
Años después, llega una primera y pequeña imagen de madera que representa a la Virgen a la Catedral de Toledo, y se cuenta que la imagen perteneció a uno de los apóstoles y que fue traída a Toledo España, por San Eugenio procedente de Limoges Francia, que está construida con madera oscura, casi negra, de 91 cm de alta sobre una base o peana de 42 cm; se halla sentada sobre una silla curul. Ambas partes cubiertas de una gruesa chapa de plata, con vestiduras plegadas con orlas y piedras preciosas. 
La efigie presentada al pueblo, requirió reparación, en la cual desaparecieron los brazos móviles, la corona y chapas, agregándole otras manos, diadema y al Niño Jesús.
En 1504 se trasladó al Relicario o Sagrario de la Catedral donde se contenían diversas reliquias de santos y es hasta entonces que se le da el título del Sagrario, considerando también que ella misma fue el sagrario donde habitó el Dios-Hombre antes de nacer.

## Devoción y entronización
Fue muy venerada desde su entronización 1226 en la catedral de Toledo. Numerosos cantares relativos a Nuestra Señora del Sagrario, se han transcrito desde el siglo XI. Posteriormente Alfonso X el Sabio (1252) la llama “La de Toledo,” en célebres “Cantigas” (Composiciones poéticas compuesta para ser cantada a la Virgen María en la Edad Media).
Inocencio XI, decretó Indulgencia plenaria en la festividad de la Asunción de la Virgen, para las almas piadosas que quieran realizar ese acto piadoso y cumplir los requisitos definidos para tal efecto, el 28 de abril de 1678
Setecientos años después de su primera entronización, fue entronizada de vuelta el 30 de mayo de 1926 por el papa Pio XI. En 1936 la corona de la virgen fue extraviada y se perdió en los años de la Guerra Civil Española. Fue hallada posteriormente en Barcelona en el castillo de Pedralbes juntos con otros bienes. La imagen de la Virgen fue coronada de nuevo el 1 de octubre de 1939.
El templo primado de Toledo promueve una octava y una novena a María Santísima del Sagrario.
Diversos cantares populares, copas de penitencia, una marcha real, plegarias, y canciones religiosas, recogidas en Toledo de boca del pueblo, se han referido a Nuestra Señora del Sagrario.
Desde 1616 se celebra la Octava de la Virgen del Sagrario, del 15 al 22 de agosto, conmemorando la glorificación y Asunción de la Virgen en cuerpo y alma en el cielo.

## Señales prodigiosas
El 21 de abril de 1150, sucedió un milagro, sanando de sordera, a Pedro de Solarana, hermano del Conde D. Ponce descrito en una Cantiga LXIX de Alfonso X.
La imagen de Santa María de Toledo ha sido protagonista de numerosos hechos sobrenaturales, aunque no se ha permitido que se colocaran exvotos en la capilla u otros lugares del templo. De haberse aprobado, estaría ese espacio cubierto de mortajas, muletas, coronas y demás expresiones de gratitud por su santa intercesión.

## Catedral primada de Toledo
La catedral primitiva fue construida en el centro de la ciudad. En el siglo IV ya existía. En el siglo VI, fue ampliada por Recaredo I. En el siglo VII (año 610) fue declarada Primada de España y años más tarde cayó en manos de los árabes que la transformaron en Mezquita Mayor. Reconquistada por Alfonso VI, fue restaurada en el año 1088.
La nueva catedral es un edificio de estilo gótico, el cual inició su construcción con instalación de la primera piedra el 14 de agosto de 1227 bajo el reinado de Fernando III el Santo y la aprobación del arzobispo Rodrigo Jiménez de Rada, habiendo realizado los planos y los trabajos de construcción el maestro Pedro Pérez y los vitrales por Dolfín y Nicolás Vergara e hijos y otros artistas, (desde 1418 hasta 1560) misma que fue terminada en 1493. El templo cuenta con las últimas aportaciones góticas que hace destacar las agujas con innumerables remates de capillas y lucernas que se dieron al final del siglo XV cuando se cerraron las bóvedas de los pies de la nave central, en tiempos de los Reyes Católicos. La parte exterior es piedra de granito. La parte interior es caliza al igual que las portadas.  

Fue construida sobre la demolida basílica de cortas dimensiones donde la nueva construcción fue en un perímetro ampliado para el culto al Ser Supremo por las generaciones venideras.

Un edificio con estilo greco-romano, fue construido como capilla dedicada a la Virgen del Sagrario, el Relicario y la sacristía, con mármoles y jaspes en su interior, y piedra de granito al exterior, frescos de Eugenio Cajés y Vicenci Carducho, mismo que fue aprobado en 1592, impulsado por el arzobispo D. Gaspar de Quiroga, bajo el arquitecto Nicolás de Vergara, poniendo la primera piedra el 23 de junio de 1595, habiéndose terminado en 1616.

## Hermandad de Nuestra Señora del Sagrario y Señor San Eugenio
Han existido al menos dos cofradías; la primera se fundó en 1571 con la participación de San Eugenio, y también los trabajadores de la Obra y construcción de la Catedral que al tiempo desapareció. Hubo otros intentos de crear cofradías en Madrid en 1613 y en 1744, pero no prosperaron.
En 1924 se creó una agrupación, a la que pertenecían los empleados, operarios y servidores de la Catedral de Toledo, cuyo fin era la búsqueda del bien espiritual de los fieles, mediante el culto y honor tributados a la Santísima Trinidad, Santa María y San Eugenio. El canónigo obrero mayor de la catedral ejercía de presidente, ayudado por el mayordomo y algún visitador. En el siglo XVIII, se intentó fundar una extensión de la congregación en la Catedral de Madrid, con naturales de Toledo para dar culto a la Virgen del Sagrario y hacer obras de caridad, pero no fue autorizado por el cabildo catedralicio.
El 23 de agosto de 1923, se inicia la promoción que después se solicitó la aprobación y el 30 de enero de 1924 fue aprobada por el cardenal Enrique Reig la fundación de la comunidad de esclavitud bajo la advocación de Nuestra Señora del Sagrario, los cuales realizan octavarios de misas y otros actos de culto como jamás dejar sola a la imagen de la Virgen, a ninguna hora de las que está abierto el templo, pues un natural de Toledo estará siempre comunicándose con ella, en fervientes coloquios de amor y para lo cual ellos se sienten plenamente compensados.